# Achilles Bocholt (féminines)
Cet article concerne la section féminine de l'Achilles Bocholt. Pour la section masculine de l'Achilles Bocholt, voir Achilles Bocholt.
Maillots
Actualités
La section féminine de l'Achilles Bocholt est un club de handball, situé à Bocholt en Belgique. Elle est connue pour évoluer tout comme les hommes en division 1.

## Histoire
Sept ans après la fondation du club, une équipe féminine voit le jour en 1993. La sauce prend vite pour l'équipe qui compte environ 25 joueuses lors de la saison 1996/1997

La section dame du Achilles Bocholt vit le jour en 1993, soit sept ans après la fondation du club, celle-ci ne tarda pas pour monter en D1 Belge, c'est en effet durant la saison 2007/2008 que les dames jouèrent pour la première fois en division 1. Depuis lors, elles y restent et se classent souvent en milieu de classement.

### Parcours
| Saison    | Division           | Classement | Coupe de Belgique |   |
| 1993-1994 | Promotion Limbourg | ?          | ?                 | - |
| 1994-1995 | Promotion Limbourg | ?          | ?                 |   |
| 1995-1996 | Promotion Limbourg | ?          | ?                 |   |
| 1996-1997 | Promotion Limbourg | ?          | ?                 |   |
| 1997-1998 | ?                  | ?          | ?                 |   |
| 1998-1999 | ?                  | ?          | ?                 |   |
| 1999-2000 | ?                  | ?          | ?                 |   |
| 2000-2001 | ?                  | ?          | ?                 |   |
| 2001-2002 | ?                  | ?          | ?                 |   |
| 2002-2003 | ?                  | ?          | ?                 |   |
| 2003-2004 | ?                  | ?          | ?                 |   |
| 2004-2005 | ?                  | ?          | ?                 |   |
| 2005-2006 | ?                  | ?          | ?                 |   |
| 2006-2007 | ?                  | ?          | ?                 |   |
| 2007-2008 | ?                  | ?          | ?                 |   |
| 2008-2009 | ?                  | ?          | ?                 |   |
| 2008-2009 | Division 1         | 6          | ?                 |   |
| 2009-2010 | Division 1         | 6          | ?                 |   |
| 2010-2011 | Division 1         | 8          | ?                 |   |
| 2011-2012 | Division 1         | 8          | ?                 |   |
| 2012-2013 | Division 1         | 8          | 1/4 de finale     |   |
| 2013-2014 | .                  |            |                   |   |

.

## Rivalités
Les matchs les plus tendus de la section féminine de l' Achilles Bocholt sont ceux face aux clubs limbourgeois, mais surtout ceux évoluant en division 1 tels que le DHC Meeuwen, l'Initia HC Hasselt ou encore le HB Sint-Truiden.